# کریستیان فرناندز (بازیکن فوتبال اهل اسپانیا)
کریستیان فرناندز (انگلیسی: Cristian Fernández؛ زادهٔ ۲۲ دسامبر ۱۹۸۸) بازیکن فوتبال اهل اسپانیا است.
از باشگاه‌هایی که در آن بازی کرده‌است می‌توان به باشگاه فوتبال رکریتیوو اوئلوا، باشگاه فوتبال پومفرادینا، و باشگاه فوتبال آلباسته بالومپیه اشاره کرد.